# Foradada
Foradada ist eine katalanische Gemeinde (municipio) mit 195 Einwohnern (Stand: 2024) in der Provinz Lleida im Nordosten Spaniens. Sie liegt in der Comarca Noguera. Die Gemeinde besteht neben dem Hauptort Foradada aus den Ortschaften Marcovau, Montsonís, Rubió de Baix, Rubió de Dalt und Rubió del Mig.

## Geographische Lage
Foradada liegt etwa 41 Kilometer nordöstlich von Lleida in einer Höhe von ca. 450 m. Der Segre begrenzt die Gemeinde im Norden.

## Bevölkerungsentwicklung
| Jahr      | 1970 | 1981 | 1991 | 2001 | 2011 | 2021 |
| Einwohner | 210  | 162  | 156  | 200  | 183  | 202  |

## Sehenswürdigkeiten
- zahlreiche Burg- und Kirchruinen
- Josephuskirche in Foradada
- Michaeliskirche in Rubio
- Salvatorkirche in Marcovau
- Urbanuskapelle
- Marienheiligtum

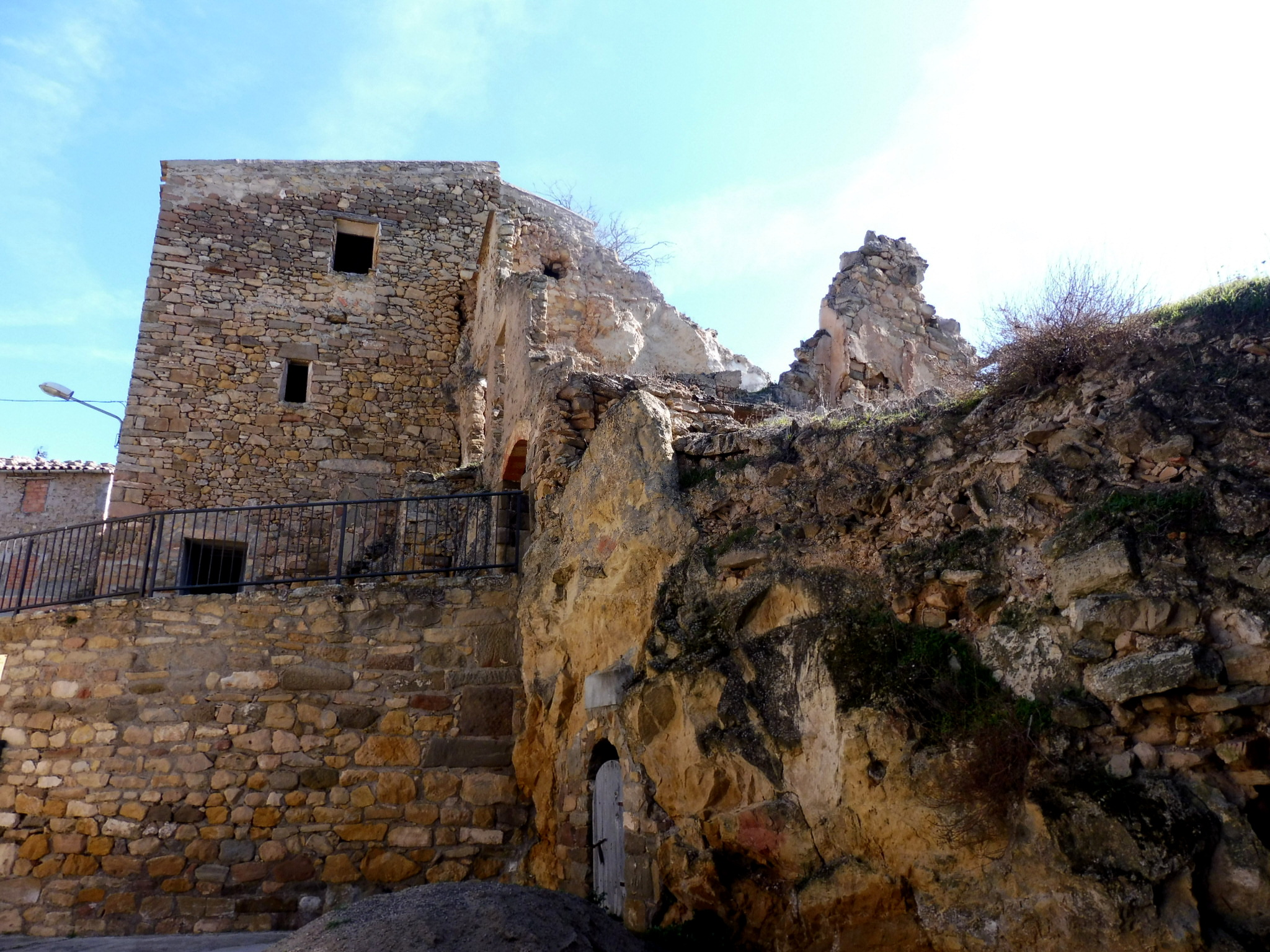
Burgreste von Marcovau
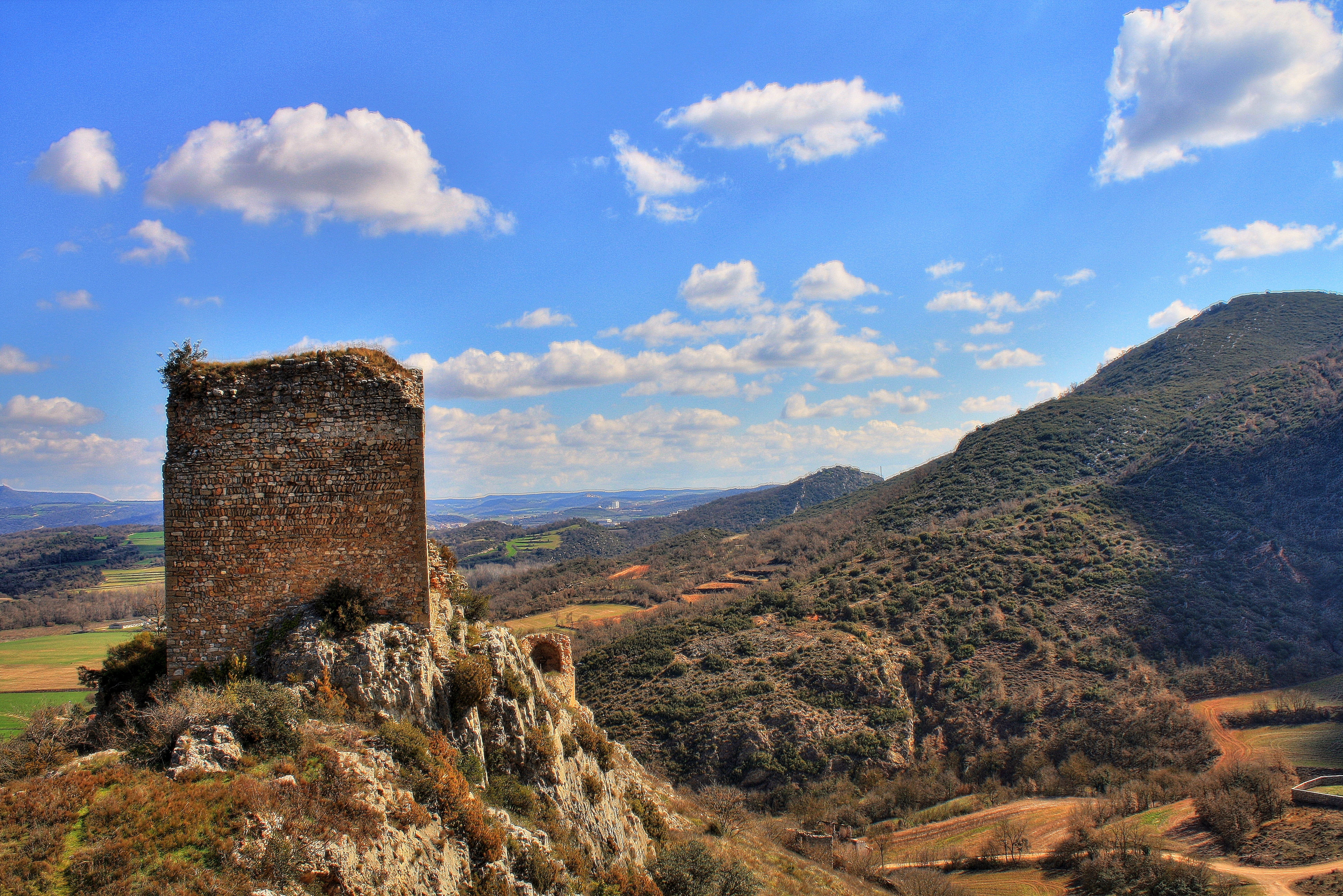
Burgruine von Rubió de Sols
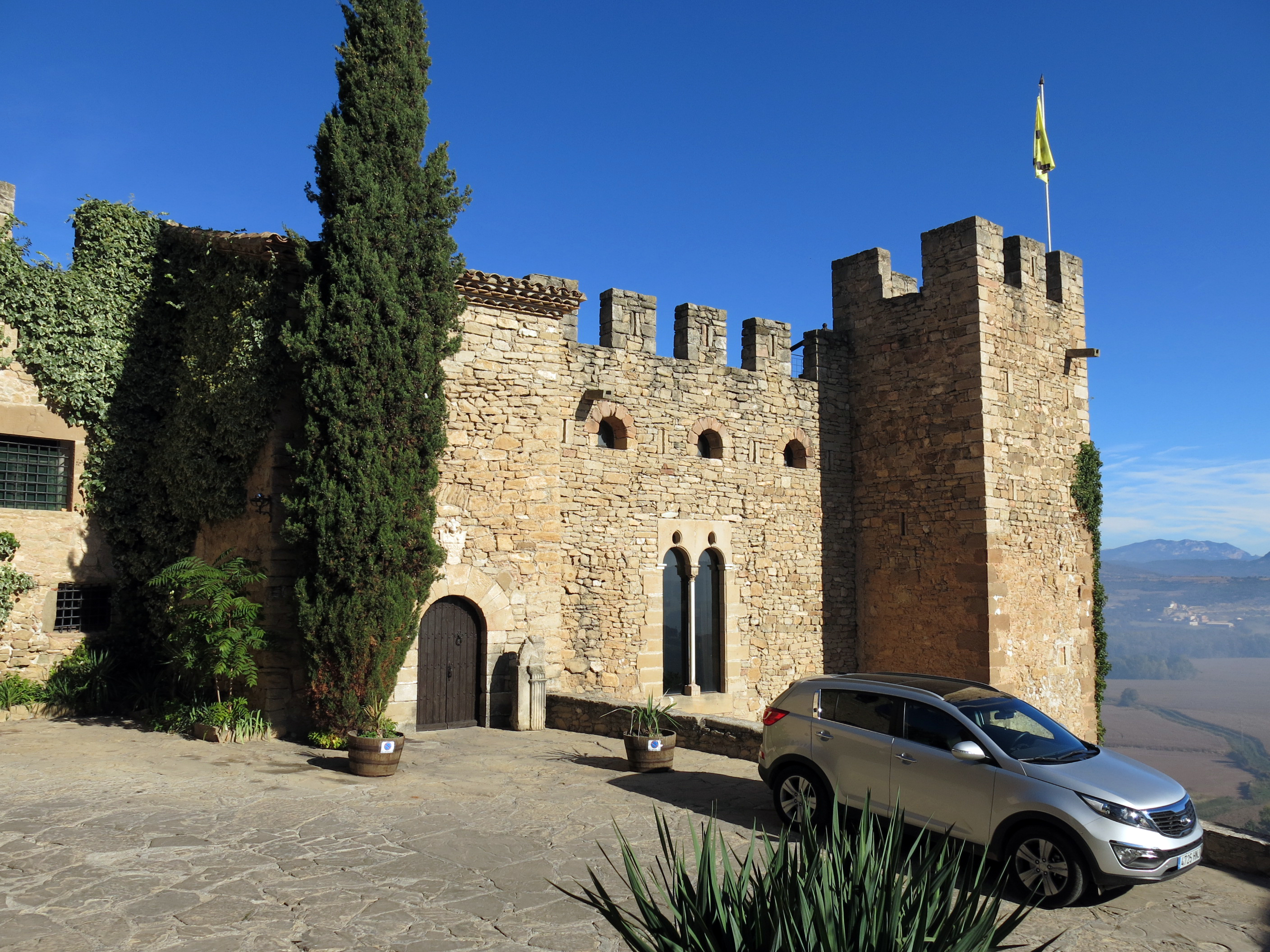
Burganlage von Montsonís
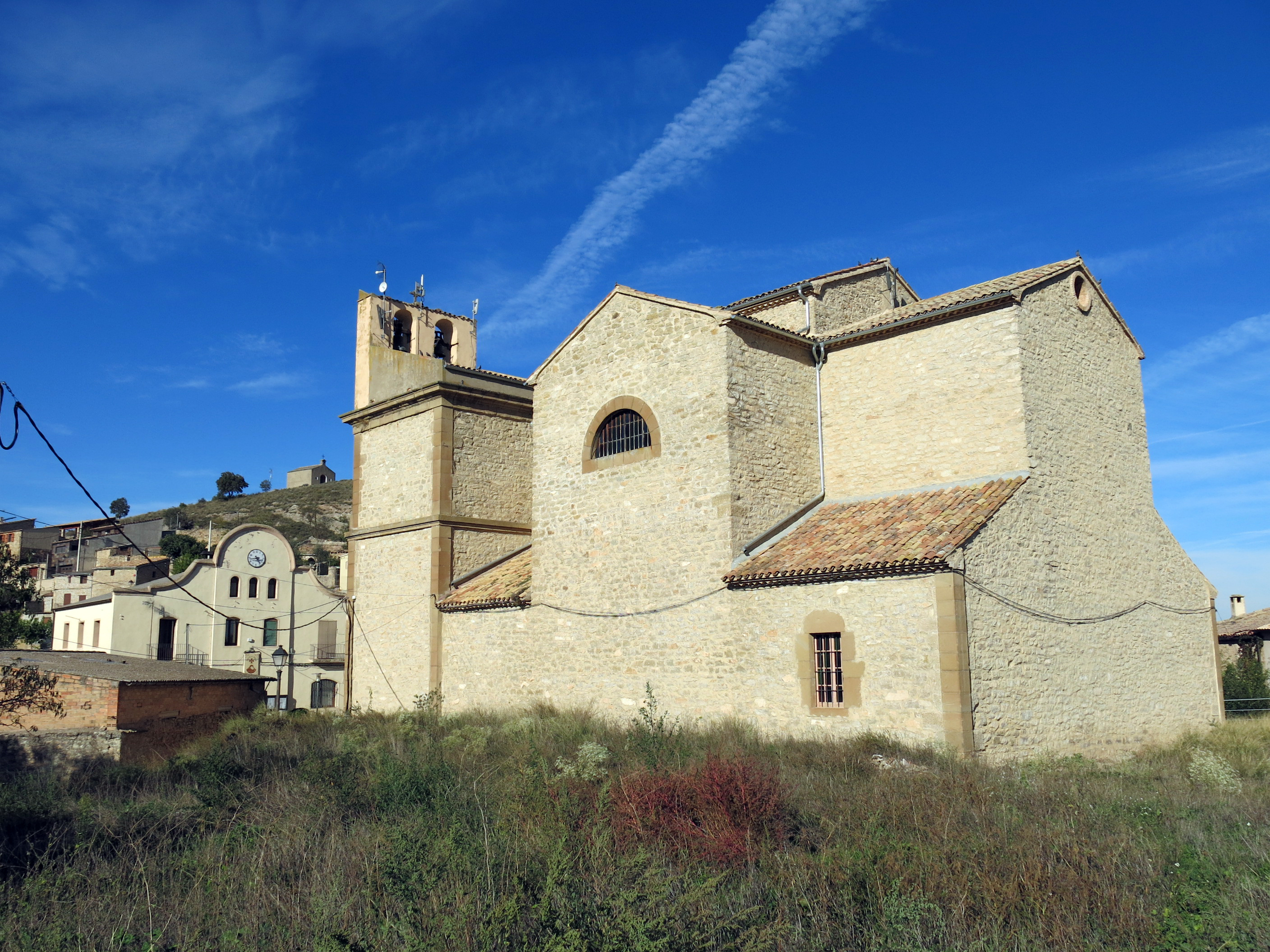
Josephuskirche
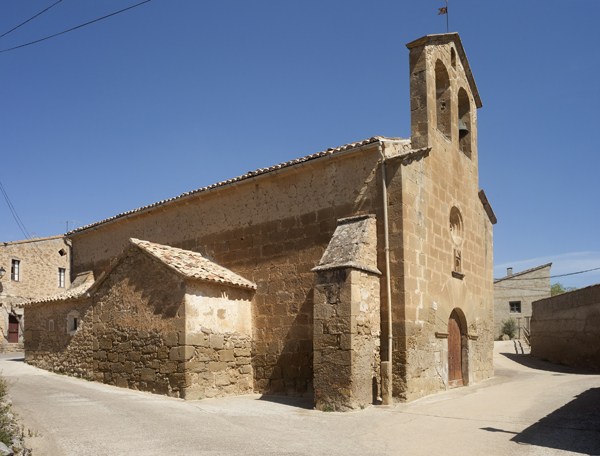
Michaeliskirche
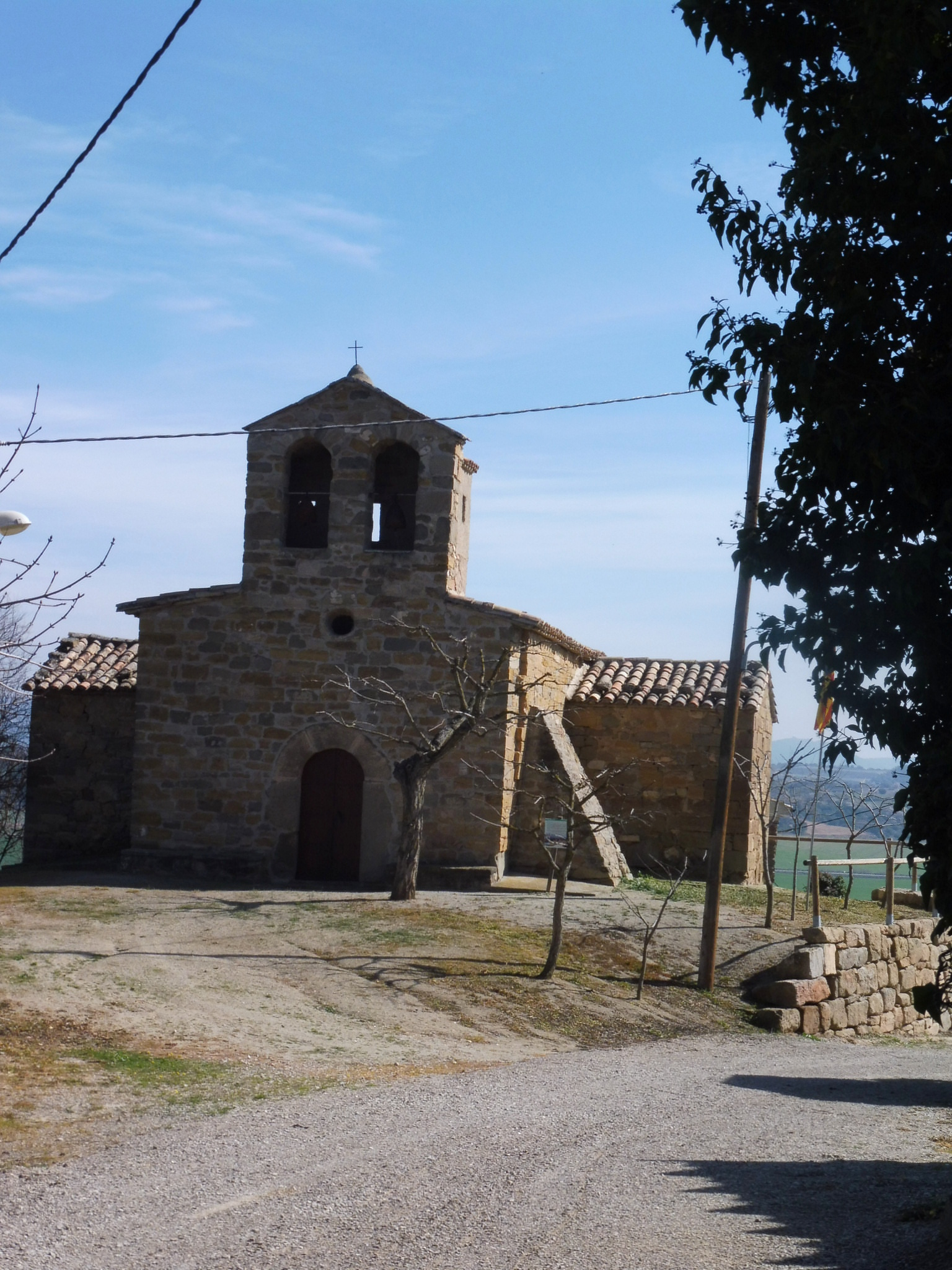
Salvatorkirche
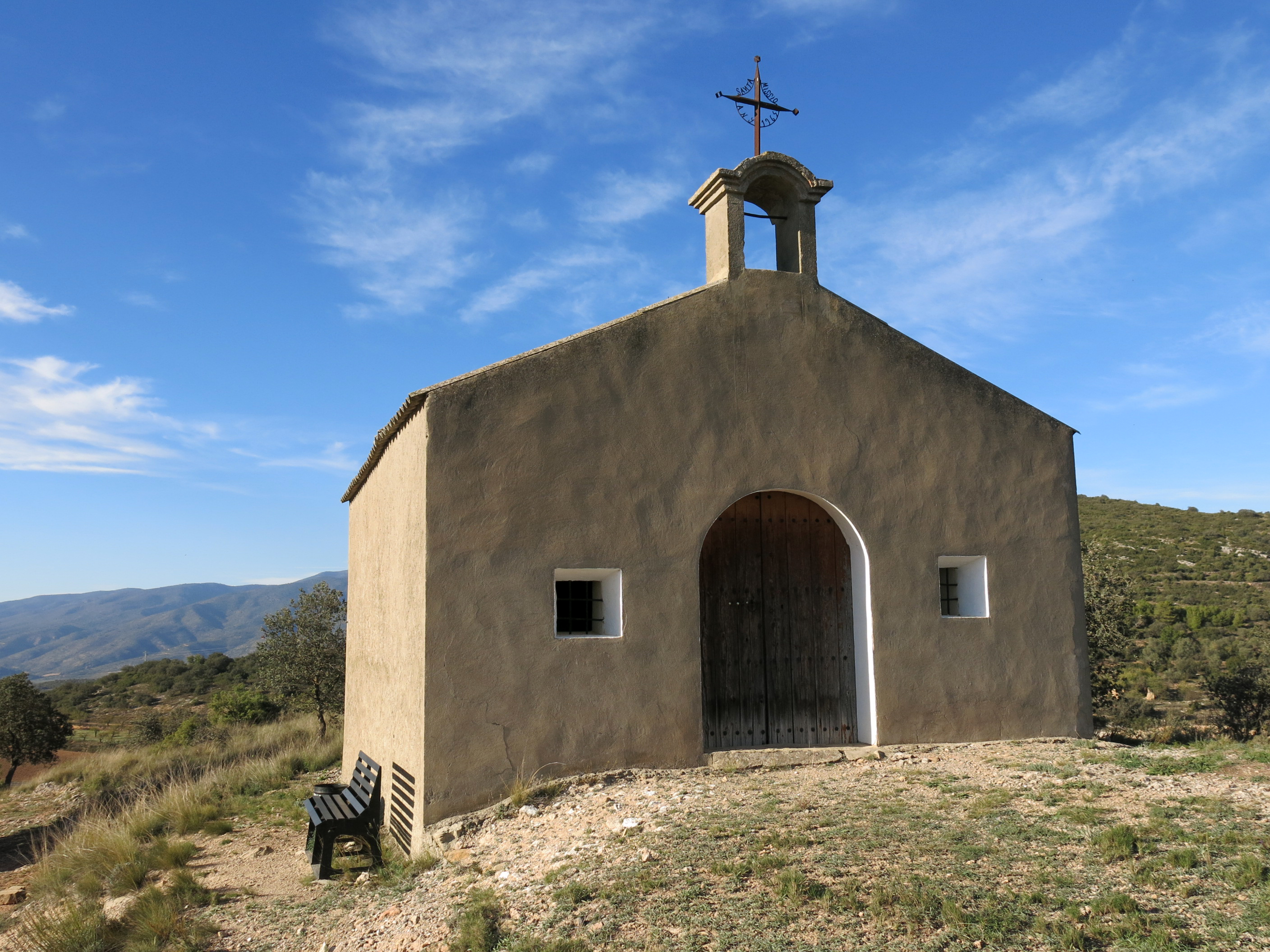
Urbanuskapelle
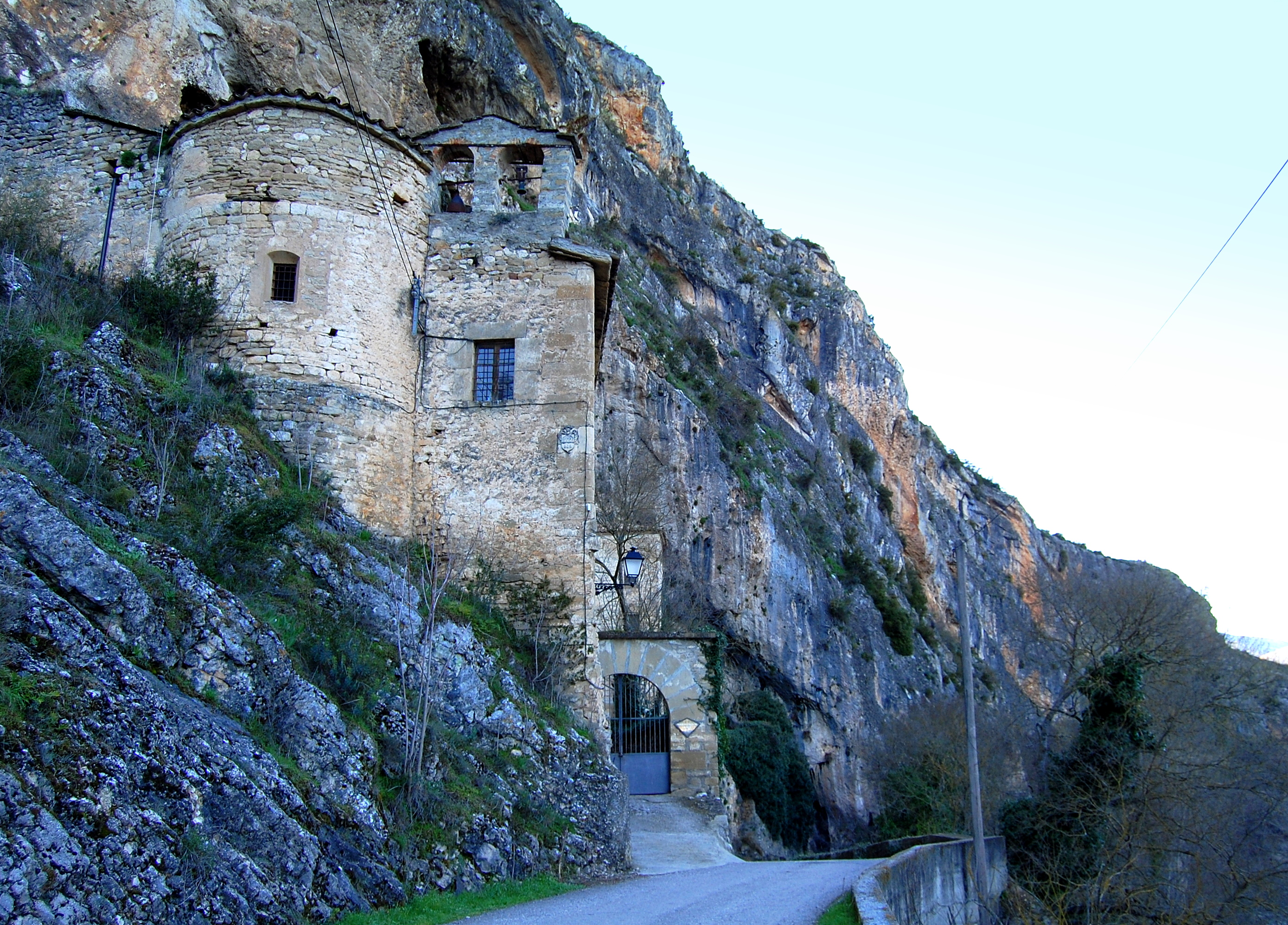
Marienheiligtum
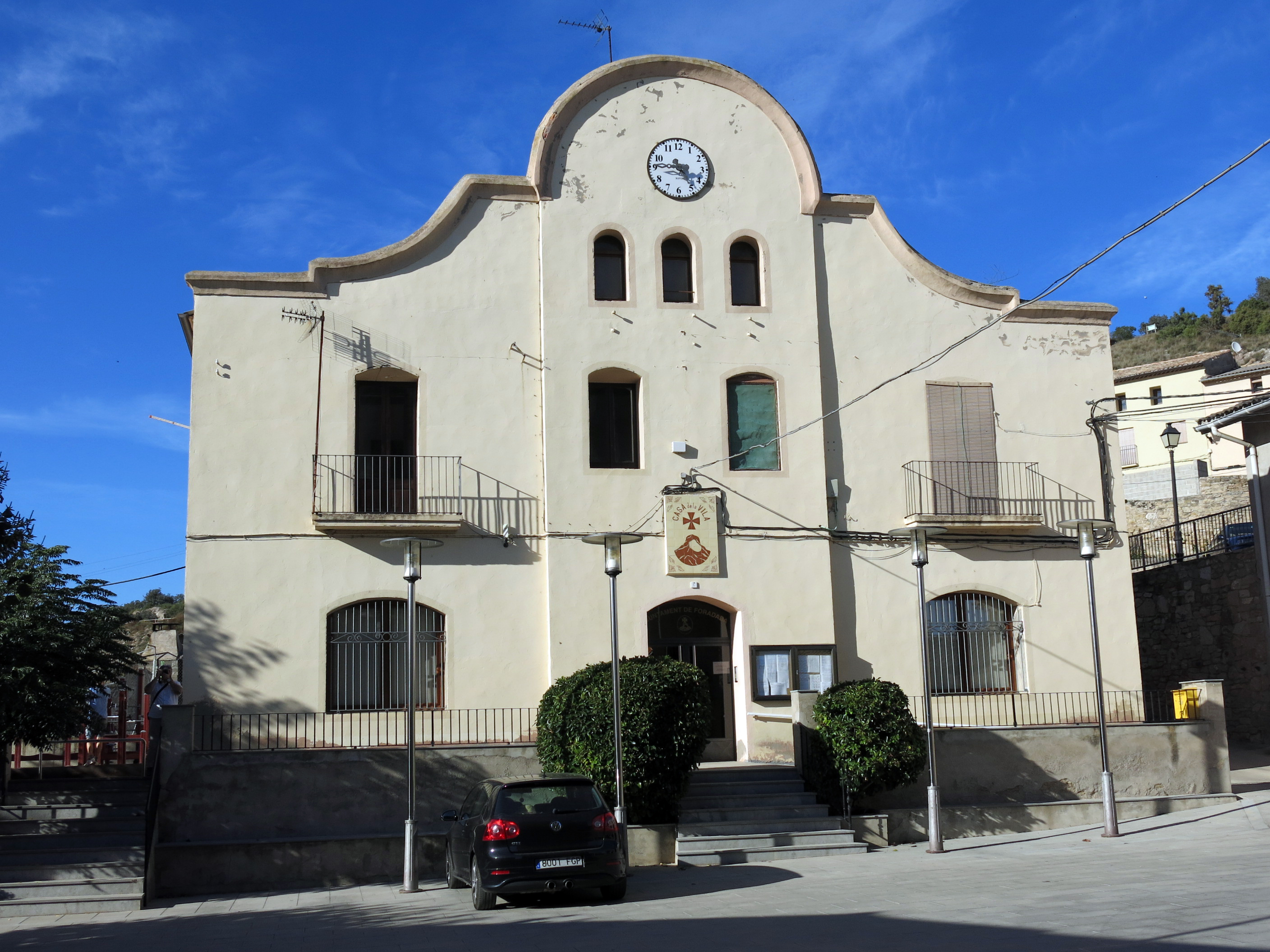
Rathaus